# 所沢市立美原中学校
所沢市立美原中学校（ところざわしりつ みはらちゅうがっこう）は、埼玉県所沢市並木にある公立中学校。

## 所在地
- 所沢市並木五丁目2番地

## 沿革
- 1974年（昭和49年）4月1日 - 開校

## 学校教育目標
- 進んで学ぶ生徒

自ら学ぶ意欲を持ち、主体的に考え、判断・行動できる生徒
- 心豊かな生徒

他人への思いやりや感謝の心を持ち、協力してお互いに高めあえる生徒
- たくましい生徒

健康で、強い意志やたくましい体力を持ち、粘り強く物事に取り組む生徒

## 部活動
運動部
- アウトドアスポーツ
  - 野球部
  - サッカー部
  - 陸上部
  - ソフトテニス部（男・女）
  - ソフトボール部
- インドアスポーツ
  - バスケットボール部（男・女）
  - 女子バレーボール部
  - 卓球部（男・女）
  - 剣道部（男・女）

文化部
- 吹奏楽部
- 美術部
- 書道部
- 合唱部

## 委員会
- 3年学級委員会
- 2年学級委員会
- 1年学級委員会
- 情報委員会
- 環境委員会
- 給食委員会
- 図書委員会
- 生活委員会
- 保健委員会
- 体育委員会
- ボランティア委員会
- 選挙管理委員会
- 美原祭実行委員会

## 交通
- 西武新宿線新所沢駅東口より約徒歩10分

## 学区
- 弥生町
- 松葉町
- 美原町1～5丁目
- 北所沢町
- 花園1～4丁目
- 並木4･5丁目
- 並木8丁目3～6
- 中新井1～5丁目
- 大字中新井

※中富999、1024、1060、所沢新町2436～2466、2550～2577が富岡中学校区から区域外許可が得られる。

## 進学前小学校
- 所沢市立伸栄小学校
- 所沢市立美原小学校
- 所沢市立中央小学校